# Punky Brewster
Punky Brewster és una comèdia de situació estatunidenca que tracta sobre una nena anomenada Punky Brewster (Soleil Moon Frye) criada pel seu pare adoptiu (George Gaynés). La sèrie es va emetre en la National Broadcasting Company (NBC) des del 16 de setembre de 1984 fins al 7 de setembre de 1986 i es va estrenar de nou en redifusió des del 26 setembre 1986 al 27 de maig de 1988.

## Argument

### NBC
Penelope "Punky" Brewster (interpretat per Soleil Moon Frye) és una divertida i simpàtica nena. El seu pare va deixar la seva mare, així que la mare de Punky la va abandonar en un centre comercial de Chicago, deixant sola amb l'única companyia del seu fidel gos Brandon. Poc després, Punky descobreix un apartament buit en un edifici.
La ciutat de Chicago va ser l'escenari on es va desenvolupar la història d'aquesta sèrie.
L'edifici l'administra el fotògraf Henry Warnimont (George Gaynés), un vell solter i rondinaire. Punky es fa ràpidament amiga de Cherie Johnson (Cherie Johnson), una nena que viu al pis de dalt amb la seva àvia, Betty Johnson (Susie Garrett), que treballa com a infermera al Cook County Hospital. Quan Henry descobreix a Punky a l'apartament buit de davant, ella li explica la seva història. La relació entre ambdós creix malgrat la paperassa dels treballadors socials que finalment es posicionen a favor de Henry. Per ordre de l'estat, Punky ha de romandre en Fenster Hall, un refugi per a orfes i nens abandonats, fins al dia de la compareixença davant el tribunal. Finalment, el tribunal aprova que Henry es converteixi en el pare adoptiu de Punky.
Altres amics de Punky són Allen Anderson (Casey Ellison) i l'estirada Margaux (Marga) Kramer (Ami Foster). Durant la seva emissió a la NBC els professors de Punky apareixien regularment, en la primera temporada, l'alegre Mrs Morton (Dody Goodman) i en la segona temporada, el modern Mike Fulton (TK Carter) qui entaula una relació molt propera amb Punky i seus amics. En aquesta primera temporada, també apareix la mare de Margot, membre de l'alta societat, interpretada per Loyita Chapel, i el porter una mica sonat de l'edifici de Warnimont anomenat Eddie Malvin (Eddie Deezer), que només apareix els primers episodis. Pel que fa als decorats, el pati del darrere de l'edifici i sobretot la casa de l'arbre de Punky es van convertir en un símbol per a molts infants d'aquell moment.
El moment crucial que es desenvolupa en la segona temporada comença en l'episodi del 2 de febrer de 1986, el primer de les cinc parts d'una mateixa història. En l'episodi de cinc parts "Changes" (Canvis) l'estudi de fotografia del centre de la ciutat de Henry queda arrasat a causa d'un incendi, i sembla que Henry no serà capaç de recuperar-les repercussions i reprèn el seu carrera com fotògraf. Com a resultat de l'estrès, Henry acaba hospitalitzat per una úlcera sagnant. Durant aquest temps, Betty i Cherie fan els preparatius perquè Punky es quedi amb elles mentre Henry es recupera. Malauradament, l'estabilitat de tots es veu alterada quan apareix el treballador social Simon P. Chillings (estrella convidada Timothy Stack), que descobreix la condició de Henry i finalment decideix el pitjor - no només és als Johnsons poc apropiades per tenir cura de Punky durant un temps, sinó que creu que Henry és incapaç de ser el seu tutor legal a llarg termini, per la seva salut, edat i incert futur financer. Chillings obliga Punky a tornar a Fenster Hall.
Malgrat els esforços de Punky per escapar de Fenster, un truc en el qual Margot es disfressa i es fa passar per Punky, amb el suport del professor Mike Fulton, Chillings acaba per situar Punky amb una nova família adoptiva, els adinerats Jules i Tiffany Buckworth (Robert Casper i Joan Welles). Les coses tornen gradualment a la normalitat quan Henry es recupera després de sotmetre's a una operació, obre un nou estudi al centre comercial i torna a reunir-se amb Punky. Al final de l'arc narratiu, Henry adopta Punky oficialment.
L'episodi final de la segona temporada va ser significatiu per centrar-se en la tragèdia real del transbordador espacial Challenger. Punky i els seus amics veien la cobertura en temps real del llançament del transbordador a la classe de Mike Fulton, i després de l'explosió, Punky es traumatitza i es trenquen els seus somnis de convertir-se en astronauta fins que la visita l'estrella convidada especial Buzz Aldrin. Encara que l'episodi va tenir uns alts índexs d'audiència, la NBC va decidir, en les següents setmanes, cancel·lar el xou.

### Redifusió
La tercera temporada completa (1986-1987) es va estrenar en format de 5 dies a la setmana el 7 de desembre de 1987. El dilluns següent, van començar les reposicions de la tercera temporada, mentre es completaven els nous episodis de la temporada del 1987-88. El 27 d'abril de 1988, es van reprendre els nous episodis de la quarta temporada 5 dies a la setmana durant exactament un mes fins que al final de la sèrie va veure la llum el 27 de maig de 1988.
Durant l'emissió en redifusió, la programació va començar a madurar en més d'un sentit. Van aparèixer més amics de Punky i Cherie (encara que alguns només van fer un grapat d'aparicions convidades) així com una major rellevància en la relació amb Marga. Al començament de la tercera temporada, Allen es trasllada a Kansas amb la seva mare com a resultat del divorci dels seus pares. Amb l'entrada de Punky al primer cicle de secundària, la seva vestimenta multicolor juntament amb les seves cues van donar pas a un estil adolescent més tradicional. S'assenta la confiança en el "Punky Power!" com a fórmula que la intel·ligència, sentit comú i una forta voluntat poden treure't de qualsevol problema.
L'estudi de fotografia de Henry al centre comercial segueix tenint èxit, tant que al final de la tercera temporada rep una oferta del magnat de Glossy, una franquícia fotogràfica, de 100.000 dòlars per la compra de l'estudi a part del lloc de mànager de la franquícia. Henry accepta, però aviat descobreix que la seva creativitat i el seu estil de negoci no són apreciats pels seus empleats. Henry abandona Glossy, però decideix rendir-se al somni de Punky i Cherie de posar en marxa una hamburgueseria, i inverteix en una altra propietat del centre comercial que acaba decorat amb tant color com l'habitació de Punky. Decideixen batejar com el "Punky's Place". En la quarta temporada moltes de les situacions tenen lloc al centre comercial, amb els esforços de Henry, Punky i els seus amics per mantenir el restaurant a flotació i les desventures adolescents del Punky's Place.
L'episodi final va ser "Campanes de noces per Brandon", en el qual Brandon s'enamora de Brenda, una golden retriever que pertany a un dels veïns de Henry i Punky. L'intens romanç culmina en una cerimònia en la qual van assistir altres gossos del veïnat.

## Cançó
La cançó usada en la Introducció per Punky Brewster és "Every Time I Turn Around", escrita per Gary Portnoy i Judy Hart Angelo i cantada per Portnoy.

## Repartiment
- Soleil Moon Frye com a "Punky" Brewster
- Brandon el gos
- George Gaynes com a Henry Warnimont (Pare adoptiu de Punky)
- Susie Garrett com a Betty Johnson (Àvia de Cherie)
- Cherie Johnson com a Cherie Johnson (La primera amiga de Punky)
- Ami Foster com a Margaux Kramer (Amiga de Punky)
- Casey Ellison com a Allen Anderson (1984–1987) (Amic de Punky)
- Eddie Deezen com a Eddie Malvin (1984)(El porter/conserge de l'edifici)
- Dody Goodman com a Mrs. Morton (1984–1985) (La professora de l'escola)
- Loyita Chapel com a Mrs. Kramer (1984–1985) (És la mare de Margot)
- T. K. Carter com a Michael 'Mike' Fulton (1985–1986)(El professor de l'escola)

## Llista d'episodis

### Primera temporada (1984-1985)
- "Punky Finds a Home, part 1"
- "Punky Finds a Home, part 2"
- "Punky Finds a Home, part 3"
- "Punky Gets Her Own Room"
- "Lost and Found"
- "Walk Pool/Gone Fishin"
- "Take Me out to the Ballgame"
- "Parents Night"
- "Visit to the Doctor"/"Go To Sleep"
- "Miss Adorable"
- "Dog Dough Afternoon"
- "Bye Bye, My"
- "Yes, Punky, There Is a Santa Claus, part 1"
- "Yes, Punky, There Is a Santa Claus, part 2"
- "Play It Again, Punky (AKA Punky In The Record Business)"
- "Henry Falls in Love, part 1"
- "Henry Falls in Love, part 2"
- "My Aged Valentine"
- "I Love You, Brandon"
- "Punky Brewster's Workout"
- "Gals and Dolls"
- "Fenster Hall, part 1"
- "Fenster Hall, part 2"

### Segona Temporada (1985-1986)
- "The K.O. Kid"
- "Punky's Treehouse"
- "Cheaters Never Win"
- "Baby Buddies, Inc"
- "Tap Your Troubles Away"
- "The Perils of Punky, part 1"
- "The Perils of Punky, part 2"
- "Just Say No"
- "The Search"
- "Love Thy Neighbor"
- "The Gift"
- "Milk Does a Body Good"
- "Christmas Shoplifting"
- "Urban Fear"
- "Girls Will Be Boys"
- "Cherie Lifesaver"
- "Changes, part 1"
- "Changes, part 2"
- "Changes, part 3"
- "Changes, part 4"
- "Changes, part 5"
- "Accidents Happen"

### Tercera Temporada (1987)
- "Reading, Writing, and Rock & Roll"
- "Punky's Big Story"
- "Tons of Fun"
- "Divorce Anderson Style"
- "Beer & Buffalos Don't Mix"
- "Hands Across the Halls"
- "Open Door, Broken Heart, part 1"
- "Open Door, Broken Heart, part 2"
- "Best Friends"
- "It's a Dog's Life"
- "The Metamorphosis"
- "Fighting City Hall"
- "The Matchmaker"
- "The Anniversary"
- "Tangled Web"
- "Punky's Porker"
- "This Spud's for You"
- "So Long, Studio"
- "Help Wanted"
- "Remember When"
- "Unhooking Henry"

### Quarta temporada (1988)
- The Nun's Story"
- "Crushed"
- "Going to Camp"
- "Poor Margaux"
- "Brandon's Commercial"
- "Passed Away at Punky's Place"
- "Christmas Hero"
- "Cosmetic Scam (AKA Beauty Lesson)"
- "See You in Court"
- "Radio Daze"
- "Aunt Larnese Is Coming to Town"
- "Dear Diary"
- "The Reading Game"
- "Ouch"
- "No No, We Won't Go"
- "Bad Dog"
- "Vice Versa"
- "Wimped Out"
- "One Plus Tutor is Three"
- "The Dilemma"
- "What's Your Sign?"
- Wedding Bells for Brandon"